# Йохан I фон Шварценберг
Йохан I фон Шварценберг цу Хоенландсберг (на немски: Johann I von Schwarzenberg zu Hohenlandsberg; * ок. 1428; † 16 май 1460 при Гинген ан дер Бренц) e фрайхер, господар на Шварценберг и Хоенландсберг.

## Живот
Той е син на фрайхер Еркингер I фон Шварценберг (1362 – 1437) и втората му съпруга Барбара фон Абенсберг († 1448), дъщеря на Йобст фон Абенсберг († 1428) и графиня Агнес фон Шаунберг († 1412).
Йохан I се жени на 4 февруари 1453 г. за Кунигунда фон Неленбург († 30 март 1478), вдовица на Еберхард V фон Лауфен († 1448), дъщеря на граф Еберхард VII фон Неленбург († 1421/1422), ландграф в Хегау и Мадах, и графиня Елизабет фон Монфор-Брегенц († 1458).
Йохан I фон Шварценберг е убит в битка при Гинген ан дер Бренц на 16 май 1460 г. Погребан е в гробницата на фамилията в манастир Астхайм, където са погребани родителите му.

## Деца
Йохан I и Кунигунда фон Неленбург имат една дъщеря:
- Ева фон Шварценберг цу Хоенландсберг († 18 август 1473), омъжена на 24 септември 1467 г. за граф Лудвиг XIII фон Йотинген-Валерщайн († 21 март 1486)